# 김태형 (1962년)
김태형(1962년 11월 6일~)은 대한민국의 가수이자 작사가 겸 기업인이다.
1982년 KBS 한국방송공사 예능연예오락프로그램의 백 댄스 팀인 《짝꿍》에서 댄서로 첫 데뷔하였다. 그로부터 5년 후 1987년 대한민국 최초의 아이돌 댄스 그룹이라 일컬어지는 남성 3인조 댄스 그룹 《소방차》의 멤버로 활동하였다. 1991년에는 첫 솔로 음반 《김태형 1집》을 발표하였는데, 이때 그는 자신의 이 앨범에 직간접적으로 참여한 신해철, 윤상 등의 도움을 두루 받았다. 결국 이를 계기로 하여금 그는 솔로 팝 발라드 가수로도 거듭 활동하였고 그 후 작사가와 음반 프로듀서 등으로도 폭넓은 활동을 하였다.
1993년 《김태형 2집》을 발표하였다. 1994년 소방차 구성원 활동으로 다시 복귀하여 1994년과 1996년, 2005년에 소방차의 음반을 3번 계속 발표하고 활동하였다.

## 대표 경력
- 뮤직팩토리 엔터테인먼트 대표이사

## 학력
- 서울답십리국교 (졸업)
- 청량중학교 (졸업)
- 중동고등학교 (졸업)
- 인천대학교 전기공학과 (학사)